# Библиография Джеймса Фенимора Купера

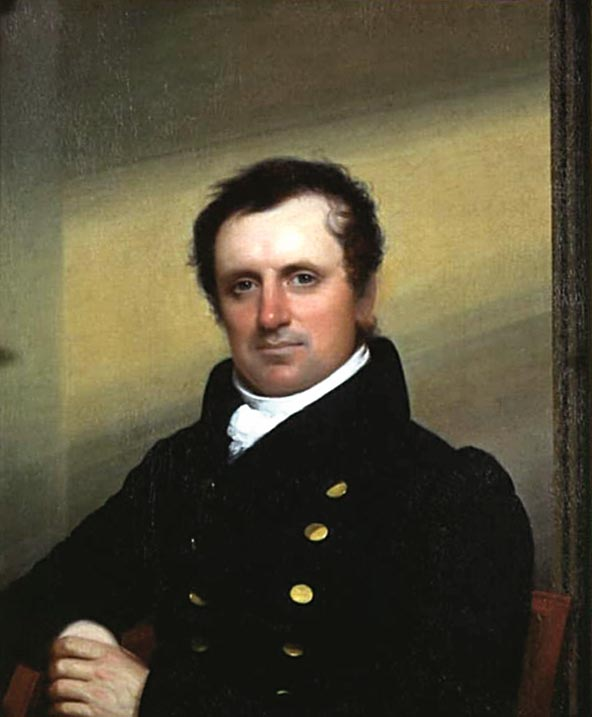
Джеймс Фенимор Купер

Творческое наследие американского писателя Джеймса Фенимора Купера (1789—1851) включает 32 романа, путевые заметки, публицистические статьи, исторические труды и ряд других произведений.

## Список произведений

### Романы
- Предосторожность, или Предупреждение лучше, чем лечение (1820)[1][2];
- Шпион, или Повесть о нейтральной территории (1821)[1][3];
- Пионеры, или У истоков Саскуиханны (1823)[4][5][6];
- Лоцман, или Морская история (1824)[7];
- Лайонел Линкольн, или Осада Бостона (1825)[8];
- Последний из могикан, или Повествование о 1757 годе (1826);
- Прерия (1827)[9][10][11];
- Красный корсар (1827);
- Долина Виш-Тон-Виш (1829)[12];
- Морская волшебница, или Бороздящий океаны (1830)[13][12];
- Браво, или В Венеции (1831);
- Гейденмауэр, или Бенедиктинцы (1832)[14];
- Палач, или Аббатство виноградарей (1833)[15];
- Моникины (1835);
- Домой, или Погоня (1838)[16];
- Дома (1838)[16];
- Следопыт, или На берегах Онтарио (1840);
- Мерседес из Кастилии, или Путешествие в Катай[17][18];
- Зверобой, или Первая тропа войны (1841);
- Блуждающий огонь (1842)[18];
- Два адмирала (1842)[18];
- Вайандотте, или Дом на холме (1843)[19][20];
- На море и на суше (1844);
- Майлз Уоллингфорд (1844)[21];
- Сатанстоу (1845)[22];
- Землемер (1845)[22];
- Краснокожие, или Индейцы и инджины (1846)[22];
- Кратер, или Вершина вулкана (1847)[23];
- Джек Тайер, или Флоридский риф[23];
- Прогалины в дубровах, или Охотник за пчёлами (1848);
- Морские львы (1849);
- Веяния времени (1850)[24].

### Другие произведения
- Сожжённый Буффало, или Ужасный пожар (баллада)[1];
- Истории для пятнадцатилетних (1823, рассказы, опубликованные под псевдонимом Джейн Морган)[4];
  - Воображение;
  - Сердце;
- Представления американцев, как их наблюдал путешествующий холостяк (1828)[12];
- Письмо к американским гражданам (1832)[14];
- Письмо соотечественникам (1834)[15];
- Очерки о Швейцарии (1836)[25];
- Заметки о Европе (1836)[25];
- Американский демократ (статья, 1838)[8][25];
- История военно-морского флота США (1839)[26];
- Автобиография носового платка (повесть, 1843)[18];
- Биография Пола Джонса (1843)[7];
- Нед Майерз, или Жизнь на палубе (1843)[18];
- Жизнеописания заслуженных американских военно-морских офицеров (1846)[7];
- Вверх ногами, или Философия в юбке (пьеса, 1850)[24].